# Allen Motor Company
Allen Motor Company war ein US-amerikanischer Hersteller von Automobilen.

## Unternehmensgeschichte
Die Brüder E. W. und W. O. Allen gründeten 1913 das Unternehmen. Der Sitz war in Columbus in Ohio. Das Hauptwerk mit drei Gebäuden an 400 Dublin Avenue in Columbus war vorher im Besitz der Columbia Buggy Company. Ein weiteres Werk befand sich in Fostoria, in dem zuvor die Peabody Buggy Company war. L. A. Sommer, der vorher für die Hammer-Sommer Auto Carriage Company tätig war, entwarf den Motor und fertigte ihn bis 1916 auch in einem Werk in Bucyrus, bevor die Allen-Brüder das Werk übernahmen. 1913 begann die Produktion von Automobilen. Der Markenname lautete Allen. Während des Ersten Weltkriegs wurden viele Teile für den Krieg produziert, allerdings zahlte die Regierung erst 1922. Es kam zu finanziellen Problemen. 1920 wurde das Werk in Fostoria an Willys-Overland verkauft. 1922 endete die Produktion. Das Unternehmen ging in die Insolvenz. Die beiden Werke wurden versteigert.
Insgesamt entstanden 14.031 Fahrzeuge.

## Fahrzeuge
Vierzylindermotoren trieben die Fahrzeuge an. Eine Quelle nennt zumindest für die Anfangszeit einen L-Kopf-Motor mit 3622 cm³ Hubraum und eine andere Quelle einen Motor mit seitlichen Ventilen und 3100 cm³ Hubraum.
Von 1913 bis 1914 bestand das Sortiment aus Model 36 als zweisitzigen Roadster und Model 40 als fünfsitzigen Tourenwagen. Ihr Motor leistete 27 PS. Das Fahrgestell hatte 300 cm Radstand.
1915 entfiel das Model 36, während das Model 40 unverändert weiter produziert wurde. Außerdem wurden drei kleine Modelle eingeführt, die einheitlich einen Motor mit 21 PS hatten sowie 279 cm Radstand. Model 32 war ein zweisitziger Roadster, während es sich bei Model 34 und Model 35 um fünfsitzige Tourenwagen handelte.
1916 gab es nur das Model 37 als zweisitzigen Roadster und fünfsitzigen Tourenwagen. Der Motor leistete nun 23 PS. Der Radstand betrug 284 cm.
1917 war die Motorleistung dieses Modells mit 22,5 PS angegeben, während der Radstand unverändert blieb. Überliefert sind zweisitziger Roadster, fünfsitziger Tourenwagen, dreisitziges Coupé sowie eine fünfsitzige Limousine. Gleichzeitig gab es den Classic mit gleichen Motordaten und Radstand. Erhältlich als viersitziger Roadster und als fünfsitziger Tourenwagen, waren sie etwas teurer als das Model 37.
1918 gab es nur das Model 41. Motor und Radstand blieb erneut unverändert. Im Angebot standen fünfsitziger Tourenwagen, fünfsitzige Limousine und viersitziger Roadster.
Einzige Änderung für 1919 war der Entfall des Roadsters.
1920 erschien das Model 43. Es hatte einen Motor mit 37 PS Leistung. Der Radstand betrug 279 cm. Überliefert sind fünfsitzige Tourenwagen und Limousinen sowie ein dreisitziger Roadster.
1921 ergänzte eine fünfsitzige Ausführung des Model 43 namens Artcraft Combination das Sortiment. Nach einer Zeichnung zu urteilen war dies eine viertürige Limousine, die allerdings billiger war als die fünfsitzige Limousine.
1922 wurde diese Ausführung ersetzt durch einen dreisitzigen Artcraft Roadster und einen fünfsitzigen Artcraft Tourenwagen.

## Modellübersicht
| Jahr      | Modell   | Zylinder | Leistung (PS) | Radstand (cm) | Aufbau |
| --------- | -------- | -------- | ------------- | ------------- | --- |
| 1913–1914 | Model 36 | 4        | 27            | 300           | Roadster 2-sitzig |
| 1913–1914 | Model 40 | 4        | 27            | 300           | Tourenwagen 5-sitzig                                                                                                   |
| 1915      | Model 32 | 4        | 21            | 279           | Roadster 2-sitzig |
| 1915      | Model 34 | 4        | 21            | 279           | Tourenwagen 5-sitzig                                                                                                   |
| 1915      | Model 35 | 4        | 21            | 279           | Tourenwagen 5-sitzig                                                                                                   |
| 1915      | Model 40 | 4        | 27            | 300           | Tourenwagen 5-sitzig                                                                                                   |
| 1916      | Model 37 | 4        | 23            | 284           | Tourenwagen 5-sitzig, Roadster 2-sitzig                                                                                |
| 1917      | Classic  | 4        | 22,5          | 284           | Tourenwagen 5-sitzig, Roadster 4-sitzig                                                                                |
| 1917      | Model 37 | 4        | 22,5          | 284           | Limousine 5-sitzig, Coupé 3-sitzig, Tourenwagen 5-sitzig, Roadster 2-sitzig                                            |
| 1918      | Model 41 | 4        | 22,5          | 284           | Tourenwagen 5-sitzig, Limousine 5-sitzig, Roadster 4-sitzig                                                            |
| 1919      | Model 41 | 4        | 22,5          | 284           | Tourenwagen 5-sitzig, Limousine 5-sitzig                                                                               |
| 1920      | Model 43 | 4        | 37            | 279           | Tourenwagen 5-sitzig, Limousine 5-sitzig, Roadster 3-sitzig                                                            |
| 1921      | Model 43 | 4        | 37            | 279           | Tourenwagen 5-sitzig, Roadster 3-sitzig, Limousine 5-sitzig, Artcraft Combination 5-sitzig                             |
| 1922      | Model 43 | 4        | 37            | 279           | Tourenwagen 5-sitzig, Roadster 3-sitzig, Limousine 5-sitzig, Artcraft Tourenwagen 5-sitzig, Artcraft Roadster 3-sitzig |

## Produktionszahlen
| Jahr  | Produktionszahl |
| ----- | --------------- |
| 1913  | 137             |
| 1914  | 755             |
| 1915  | 1.734           |
| 1916  | 1.810           |
| 1917  | 1.723           |
| 1918  | 1.922           |
| 1919  | 2.011           |
| 1920  | 2.237           |
| 1921  | 1.316           |
| 1922  | 386             |
| Summe | 14.031          |